# 젤파주

젤파주

젤파주(아랍어: ولاية الجلفة)는 알제리 북부에 위치한 주로, 주도는 젤파이며 면적은 66,415km2, 인구는 1,223,223명(2008년 기준)이다.